# Marsili d'Inghen
Marsili d'Inghen (c.1340–1396) fou un filòsof escolàstic holandès cèlebre pels seus escrits sobre lògica. Defensava el nominalisme i l'empirisme (tot i que aquests corrents encara no rebien aquest nom). Creia que la filosofia era una bona manera d'apropar-se a Déu, ja que era la via per conèixer la seva obra i així admirar-se de la perfecció divina. Distingia entre els atributs divins cognoscibles (la voluntat plasmada en el món, la seva existència) d'aquells que s'havien d'acceptar per la fe (com l'omnipotència, que portava a paradoxes lògiques).